# Brauerei Brinkhoff
La Brauerei Brinkhoff GmbH est une brasserie à Dortmund, dans le Land de Rhénanie-du-Nord-Westphalie, qui appartient au groupe Radeberger de Dr. August Oetker KG.
Le nom est créé en 2002 en renommant le Dortmund Union-Ritter-Brauerei en l'honneur du maître brasseur fondateur de la Dortmunder Union-Brauerei, Fritz Brinkhoff.
Depuis le 1er juillet 2008, la Brauerei Brinkhoff a le droit exclusif de servir de la bière aux matchs du BV Borussia 09 Dortmund au Signal Iduna Park.

## Production
Le produit le plus connu est la BRINKHOFF’s No.1, une pils avec 5% d'alcool par volume, qui est brassée à Dortmund depuis 1977 selon la recette originale développée par Fritz Brinkhoff en 1887 et est principalement disponible dans le commerce de détail et la gastronomie dans la région de la Ruhr. Depuis le rachat de l'entreprise par Brau und Brunnen et la fermeture de la brasserie de Dortmund-Lütgendortmund en 2006, la bière est brassée par la Dortmunder Actien-Brauerei.
En plus de la pils, les panachés Brinkhoff’s Radler et Brinkhoff’s Cola + Bier ainsi que la bière sans alcool Brinkhoff's Alkoholfrei sont vendues.